# 실전항 (거제시)
실전항은 경상남도 거제시 사등면 창호리, 가조도에 있는 어항이다. 2003년 2월 3일 어촌정주어항으로 지정하여 관리하고 있다. 시설관리자는 거제시장이다.

## 어항 연혁
- 가조도의 중앙으로 옥녀봉(玉女峯) 남쪽에 위치하여 본래 실밭개라 하였고 광이바다의 어업기지였으며 가조출장소(加助出張所)가 있는 마을이다.

## 어항 구역
- 수역: 81,000m2(거제시 사등면 창호리 650-4번지 수역)
- 육역: 11,700m2

## 어항 시설
- 물양장, 방파제, 선착장

## 주요 어종
- 청각, 미역, 장어, 감성돔, 노래미, 미더덕